# Philippe Lepatre
Philippe Lepatre, pseudonyme de Philippe Lazar, est un peintre et graveur français d'origine roumaine, né le 6 août 1900 à Bucarest, et mort le 14 novembre 1979 à Paris. Ses œuvres sont signées du monogramme « PL ».

## Biographie
Philippe Lepatre, qui arrive à Paris en 1928, est étudiant à la Sorbonne avant d'aller suivre des cours d'architecture à Berlin. Durant la Seconde Guerre mondiale, il se réfugie dans le sud de la France où il commence à peindre. Participant à des actions dans la Résistance, il obtient la nationalité française en 1947 et s'installe à Paris en 1953 afin de se consacrer à la peinture et la gravure. Son travail se range dans l'abstraction lyrique et revêt un caractère intellectualisé, sa première exposition personnelle (Galerie Colette Allendy, 1956) étant soutenue par son texte Prolégomènes pour une philosophie de la critique.
Son exposition de 1968 à la Galerie Stadler est de même associée à ses écrits, avec la présentation qui y est faite de La réalité en sa totalité - Essai d'une hiérarchie, principe et fonction de l'œuvre d'art. Situant l'universalité en « principe le plus élevé », il y synthétise sa formation d'architecte et sa vocation picturale abstraite en y énonçant comme inconcevable « un art mural autre que non-figuratif, car lui seul s'intègre tout naturellement à l'architecture moderne: l'art non-figuratif est ce langage d'une nouvelle tradition universelle, d'un monde nouveau où le signe devient la réalité, et la réalité signe. Il est à l'art figuratif ce que l'algèbre est aux mathématiques ».

## Éditions d'art
- Louis Aragon, Jean Arp, Pierre Albert-Birot, Jean Follain, Eugène Guillevic, Jean Laude, Jean Lescure, Jean Paulhan, André Pieyre de Mandiargues, Michel Tapié et Jean Tardieu, Paroles peintes, planches hors-texte gravées sur cuivre ou lithographiées par Louttre.B, Bona, Georges Braque, Marc Chagall, Bernard Dufour, Max Ernst, Marcel Fiorini, Émile Gilioli, Robert Jacobsen, Philippe Lepatre, Alberto Magnelli et Raoul Ubac, Éditions O. Lazar-Venet, 1962.
- Philippe Lepatre, La réalité en sa totalité - Essai d'une hiérarchie, principe et fonction de l'œuvre d'art, préface de Michel Tapié, gravures originales, outre Philippe Lepatre, d'Olivier Debré, Hans Hartung, Alberto Magnelli, Robert Motherwell et Antoni Tàpies, Éditions Georges Fall, 1968[3].
- Édith Boissonnas, Joan Brossa, Jean-Pierre Faye, John Keats, André Pieyre de Mandiargues et Jean Paulhan, Paroles peintes IV, illustrations d'Olivier Debré, Antoni Tàpies, Pierre Tal-Coat, Roberto Matta, Philippe Lepatre et Henry Moore, Éditions O. Lazar-Venet, 1970, tirage 228 exemplaires numérotés.
- Philippe Lepatre, Bona de Mandiargues, Francis Ponge, Paroles peintes V, gravures originales de Camille Bryen, Eduardo Chillida, Philippe Lepatre, Joan Miró et Raoul Ubac, Éditions O. Lazar-Venet, 1975.
- Édith Boissonas, Double, livre d'artiste de quatre feuillets réalisé en trois exemplaires manuscrits enluminés chacun d'une gouache originale de Philippe Lepatre, 1977[4].
- Bernard Noël, Histoire du temps, livre d'artiste de huit feuillets réalisé en sept exemplaires manuscrits et enrichis de gouaches originales de Philippe Lepatre, 1978.

## Expositions personnelles
- Galerie Colette Allendy, Paris, 1956 ;
- Centre d'art contemporain, Rehovot, 1967 ;
- Centre national de recherches esthétiques, Turin, 1968 ;
- Galerie Rodolphe Stadler, Paris, novembre-décembre 1968 ;
- Galerie Simone Loliée, Paris, 1969 ;
- Musée d'art moderne de la ville de Paris, 1972;
- Rétrospective Philippe Lepatre, Paris, 1978[5].
- Francis Briest, commissaire-priseur, deux ventes de l'atelier Philippe Lepatre, Hôtel Drouot, Paris, 12 décembre 1984[6] et 16 juin 1986.

## Expositions collectives
- Galerie des Arts, Paris, 1969 ;
- Galerie Cortina, Milan, 1969 ;
- Galerie Lore Dauer, Ludwigshafen, 1969 ;
- L'abstraction lyrique: Camille Bryen, Olivier Debré, Ladislas Kijno, Philippe Lepatre, Pierre Tal-Coat, Paris, 1970[5] ;
- Salon d'art contemporain de Montrouge, 1971, 1972 ;
- Jean Paulhan à travers ses peintres: Pierre Alechinsky, Victor Brauner, Georges Braque, Alexandre Bonnier, Bernard Dufour, Jean Dubuffet, Giorgio de Chirico, Oskar Kokoschka, André Masson, Chaïm Soutine, Guy de Vogüé, Robert Wogensky, Gaston Chaissac, Max Ernst, Jean Fautrier, Marie Laurencin, Robert Lapoujade, Philippe Lepatre, René Laubiès, André Lhote, Grand Palais, Paris, février-avril 1974 ;
- De Bonnard à Baselitz, dix ans d'enrichissements du Cabinet des estampes, Bibliothèque nationale de France, 1992[7].

## Réception critique
- « Mon ami Lepatre est un peintre qui vit l'aventure des actuels "espaces abstraits" dont le potentiel structurel sera le garant de base de l'avenir de cette ère autre qui se cherche. Profondément informé de certaines démarches essentielles de la philosophie moderne, il en vit les notions créatrices sur le plan le plus efficace de leur pouvoir artistique... Dans ce sens Lepatre me rassure quand, dans son texte (La réalité en sa totailté, n.d.l.r.), il cite les plus ambigus de mes aphorismes: ce qui montre qu'il sait être peintre et esthéticien. Il fait passer son message et de peintre et d'esthéticien à travers la rigoureuse liberté de l'éthique. » - Michel Tapié[8]
- « Philippe Lepatre, avec d'autres peintres modernes, s'est aperçu que le pinceau glisse sur le papier et que s'étale la pâte, comme font l'une et l'un sur la surface polie de la porcelaine d'Asie. Ainsi, par le fait d'une grâce plus japonaise peut-être que chinoise, voici la merveille d'une peinture aussi pure que si elle était née sous unclair de pleine lune, voici la pureté des teintes fraîches et des tons, la limpidité des glacis, l'affirmation de la transparence. La morale de Lepatre est de laver le monde visible de toutes les souillures laissées par tous les âges, et de n'aventurer son fin pinceau qu'en des espaces absolument vierges. » - André Pieyre de Mandiargues[9]
- « La peinture sur papier, matériau réceptif des Extrêmes-Orientaux, a mis en lumière son graphisme gestuel, par lequel, détaché des apparences, il dépeint ses sensations face aux rythmes de l'univers. » - Dictionnaire Bénézit[5]

## Collections publiques
- Paris, Cabinet des estampes de la Bibliothèque nationale de France[7] ;
- Paris, Bibliothèque littéraire Jacques-Doucet, Double, l'un des trois exemplaires du livre d'artiste (manuscrit d'Édith Boissonnas, gouache de Philippe Lepatre)[4] ;
- Maison de la culture du Havre ;
- Montbéliard, Artothèque Ascap ;
- Centre national des arts plastiques, en dépôt à la mission permanente de la France auprès des Nations unies, New York ;
- California Palace of the Legion of Honor, San Francisco.

## Collections privées
- André et Bona Pieyre de Mandiargues[10].
- Jean et Gilberte Lescure[11].
- Bibliothèque Édith Boissonnas, Paroles peintes I et Paroles peintes V[12].